# さちみりほ
さちみりほは、日本の漫画家。和歌山県出身。少女漫画や女性向け漫画を主に描く。

## 経歴・人物
1989年3月1日発行の小学館『ちゃお』に掲載された『日だまりの階段』でデビューした。第23回「小学館新人コミック大賞」佳作受賞作家。1991年、秋田書店に移籍。更に宙出版やハーレクインにて執筆。
初期作品はホラーも描いたが、ラブロマンスに移行した。代表作に『夢やしきへようこそ』、『銀のヴァルキュリアス』、『ローゼリア王国物語』シリーズなどがある。ハーレクイン小説のコミック化などロマンス作品を多数手がける。2015年には『夢やしきへようこそ』の続編（「帝都編」）を13年ぶりに描いた。
2010年の『お母ちゃんとおもしゃい東京ぐらし』では、和歌山で長年暮らした母親が上京してきたことをコミカルに描き、その内容は和歌山県出身者にうけるものとされ、和歌山県の広報紙『和(nagomi)』に掲載されたり、和歌山地方のテレビ番組で特集された。近年は執筆の傍ら、同居する母親の介護を行い、その体験をも『お母ちゃんとおもしゃい東京暮らし』に描いた。2014年、東日本大震災を扱う『ストーリー311（サンイチイチ）』の第二巻で、決死の作業を行った福島の原発作業員をテーマに描き、好評を得た（#ストーリー311を参照）。
2023年8月、『夢やしきへようこそ』がミュージカル化され公演された。
趣味は、読書と"赤子ウォッチング"や、宝塚鑑賞と温泉旅行と述べた。

### ストーリー311
『ストーリー311』とは、2012年に有志の漫画家たちが結成した東日本大震災を漫画で描き残すプロジェクトである。2013年に漫画集の第一巻が刊行され、さちみは、宮城県の男性を取材し、見知らぬ人たちが貴重な食べ物を分け合う話を描いた。
第二巻は、2014年3月11日に、単行本『ストーリー311 あれから3年 漫画で描き残す東日本大震災』として出版された。その巻頭に収録された作品は、さちみが描いた漫画で、福島第二原発で働く原発作業員の物語だった。有志の漫画家らの間に、作品はすごいインパクトであり、さちみの話を巻頭に掲載するのは、みんなの総意として、巻頭に選んだ。作品は、震災当日から、不眠不休で働き続けた原発作業員たちの業務や人間関係が、リアルに表現されたものだった。漫画化するにあたって、さちみは防護服を着て、福島の現地の様子も取材し、また、原発作業員のエピソードを詳しく聞き、漫画化する際に細かな指導も受け、事実を忠実に描いた。さちみなど有志の漫画家らの行動は、日本テレビなどマスメディアが取材をし報道した。

## 主な作品
代表作
- 『夢やしきへようこそ』全13巻 - 秋田書店、1996年 - 2002年、プリンセスコミックス
- 『銀のヴァルキュリアス』全10巻 - 秋田書店、2002年 - 2006年、プリンセスコミックス
- 『ローゼリア王国物語』 - 宙出版、2011年、ISBN 978-4-7767-3096-5
- 『ローゼリア王国物語 姫君と優しい暗殺者』 - 宙出版、2011年、ISBN 978-4-7767-3126-9
- 『ローゼリア王国物語 姫君と美しき求婚者達』 - 宙出版、2011年、ISBN 978-4-7767-3189-4
- 『ローゼリア王国物語 姫君とふたりの騎士』 - 宙出版、2012年、ISBN 978-4-7767-3279-2
- 『ローゼリア王国物語 いばら姫と王様の恋』 - 宙出版、2013年、ISBN 978-4-7767-3466-6
- 『ローゼリア王国物語 貴公子と赤い髪の乙女』 - 宙出版、2014年、ISBN 978-4-7767-3717-9

歴史・文学
- 『真珠夫人』全3巻 - 原作：菊池寛、秋田書店、2003年 - 2004年、秋田コミックスエレガンス
- 『花がたり天璋院篤姫』 - 宙出版、2008年、ISBN 978-4-7767-2669-2 [10] （※天璋院篤姫とは）
- 『ヴィヨンの妻』 - 太宰治著、漫画：さちみりほ、学研パブリッシング、2010年、学研コミック文庫、ISBN 978-4-05-900613-8
- 『北の果ての夢 土方歳三外伝 さちみりほ・和の世界作品集』 - 復刊ドットコム、2014年、ISBN 978-4-8354-5076-6 （※「土方歳三」とは）

社会派
- 『お母ちゃんとおもしゃい東京ぐらし』 - 宙出版、2010年、エメラルドコミックス、ISBN 978-4-7767-2921-1 [6]
- 『震災に負けるな!東日本project -東日本大震災復興支援チャリティー同人誌-』 - 多数の合作、密林社、2011年 [14]
- 『ストーリー311(サンイチイチ)』 - 原作/絵：ひうらさとる,上田倫子,うめ,おかざき真里,岡本慶子,さちみりほ,新條まゆ,末次由紀,ななじ眺,東村アキコ,樋口橘、講談社、2013年、ワイドKC、ISBN 978-4-06-337779-8 [15]
- 『あの日起きたこと 東日本大震災ストーリー311(サンイチイチ)』 - 原作/絵：ひうらさとる,ななじ眺,さちみりほ,樋口橘,うめ、文：山室有紀子、KADOKAWA、2014年、角川つばさ文庫、ISBN 978-4-04-631376-8

### 主な作品の一覧
1990年
- 『霊があなたに囁やいている (TOEN COMICS HORROR SERIES)』 - 桃園書房、ISBN 978-4-8078-3021-3
- 『夏を待つ人々 (TOEN COMICS HORROR SERIES)』 - 桃園書房、ISBN 978-4-8078-3021-3

1994年
- 『いつか花の降る日に』 - 学習研究社、ピチコミックスミステリーデラックス、ISBN 978-4-05-600762-6

1995年
- 『シリーズ"斎"（いつき）1巻 花々の残像』 - 秋田書店、プリンセスコミックス、ISBN 4-253-07766-8

1996年
- 『夢やしきへようこそ』1巻 - 秋田書店、プリンセスコミックス、ISBN 978-4-253-07725-5
- 『死者達は笑う』 - 学習研究社、ピチコミックスミステリーデラックス、ISBN 978-4-05-601241-5
- 『魔女達の輪舞』 - 講談社、KCデラックス、ミステリーセレクションシリーズ、ISBN 4-06-319705-0

1997年
- 『夢やしきへようこそ』2巻 - 秋田書店、プリンセスコミックス、ISBN 4-253-07726-9
- 『夢やしきへようこそ』3巻 - 秋田書店、プリンセスコミックス、ISBN 4-253-07727-7
- 『夢やしきへようこそ』4巻 - 秋田書店、プリンセスコミックス、ISBN 4-253-07728-5
- 『青春の賭け』 - ビブロス、ビーボーイコミックス、ISBN 4-88271-616-X

1998年
- 『夢やしきへようこそ』5巻 - 秋田書店、プリンセスコミックス、ISBN 4-253-07729-3
- 『夢やしきへようこそ』6巻 - 秋田書店、プリンセスコミックス、ISBN 4-253-07730-7
- 『石岡和己の事件簿』 - さちみりほ,島田荘司 著、原書房、ISBN 4-562-03109-3
- 『御手洗さんと石岡君が行く』 - 島田荘司など合作、原書房、ISBN 978-4-562-03066-8

1999年
- 『夢やしきへようこそ』7巻 - 秋田書店、プリンセスコミックス、ISBN 4-253-07731-5
- 『夢やしきへようこそ』8巻 - 秋田書店、プリンセスコミックス、ISBN 4-253-07732-3
- 『石岡和己の事件簿 2』 - 原書房、ISBN 4-562-03272-3
- 『伝奇絵巻 玉藻の前』 - 原作：岡本綺堂、原書房、ISBN 4-562-03209-X （※「玉藻の前」とは）

2000年
- 『夢やしきへようこそ』9巻 - 秋田書店、プリンセスコミックス、ISBN 4-253-19029-4
- 『夢やしきへようこそ』10巻 - 秋田書店、プリンセスコミックス、ISBN 4-253-19030-8
- 『シリーズ"斎" 2巻 風の道』 - 秋田書店、プリンセスコミックス、ISBN 4-253-07767-6
- 『御手洗さんと石岡君が行く:コミック・アンソロジー2』 - 原書房、ISBN 4-562-03354-1
- 『花笑みの島 さちみりほ作品集 1』 - 原書房、ISBN 4-562-03345-2
- 『サテュロスの娘 さちみりほ作品集 2』 - 原書房、ISBN 4-562-03353-3

2001年
- 『夢やしきへようこそ』11巻 - 秋田書店、プリンセスコミックス、ISBN 4-253-19031-6
- 『夢やしきへようこそ』12巻 - 秋田書店、プリンセスコミックス、ISBN 4-253-19032-4
- 『シリーズ"斎" 3巻 金色絵本』 - 秋田書店、プリンセスコミックス、ISBN 4-253-07769-2

2002年
- 『夢やしきへようこそ』13巻 - 秋田書店、プリンセスコミックス、ISBN 4-253-19033-2
- 『銀のヴァルキュリアス』1巻 - 秋田書店、プリンセスコミックス ISBN 4-253-19254-8

2003年
- 『銀のヴァルキュリアス』2巻 - 秋田書店、プリンセスコミックス ISBN 4-253-19255-6
- 『銀のヴァルキュリアス』3巻 - 秋田書店、プリンセスコミックス ISBN 4-253-19256-4
- 『真珠夫人』1巻 - 原作：菊池寛、秋田書店、秋田コミックスエレガンス、ISBN 4-253-16271-1
- 『真珠夫人』2巻 - 原作：菊池寛、秋田書店、秋田コミックスエレガンス、ISBN 4-253-16272-X
- 『さちみりほホラー選集 上』 - ブッキング出版、ISBN 978-4-8354-4059-0
- 『さちみりほホラー選集 下』 - ブッキング出版、ISBN 978-4-8354-4060-6

2004年
- 『銀のヴァルキュリアス』4巻 - 秋田書店、プリンセスコミックス ISBN 4-253-19257-2
- 『銀のヴァルキュリアス』5巻 - 秋田書店、プリンセスコミックス ISBN 4-253-19258-0
- 『真珠夫人』3巻 - 原作：菊池寛、秋田書店、秋田コミックスエレガンス、ISBN 4-253-16273-8

2005年
- 『銀のヴァルキュリアス』6巻 - 秋田書店、プリンセスコミックス ISBN 4-253-19259-9
- 『銀のヴァルキュリアス』7巻 - 秋田書店、プリンセスコミックス ISBN 4-253-19260-2
- 『銀のヴァルキュリアス』8巻 - 秋田書店、プリンセスコミックス ISBN 4-253-19261-0
- 『泥に咲く花』 - 原作：庭りか、作画：さちみりほ、秋田書店、A.L.C. selection、ISBN 4-253-12141-1

2006年
- 『銀のヴァルキュリアス』9巻 - 秋田書店、プリンセスコミックス ISBN 4-253-19262-9
- 『銀のヴァルキュリアス』10巻 - 秋田書店、プリンセスコミックス ISBN 4-253-19263-7

2007年
- 『天使達は闇夜に囁く』1巻 - 秋田書店、プリンセスコミックス、ISBN 978-4-253-19481-5
- 『天使達は闇夜に囁く』2巻 - 秋田書店、プリンセスコミックス、ISBN 978-4-253-19482-2
- 『灼熱の国の恋人』 - 原作：アレックス・ライダー、原題：The Barbarian's Bride、宙出版、ISBN 978-4-7767-2358-5

2008年
- 『天使達は闇夜に囁く』3巻 - 秋田書店、プリンセスコミックス、ISBN 978-4-253-19483-9
- 『天使達は闇夜に囁く』4巻 - 秋田書店、プリンセスコミックス、ISBN 978-4-253-19484-6
- 『花がたり天璋院篤姫』 - 宙出版、ISBN 978-4-7767-2669-2 [10]（※天璋院篤姫とは）
- 『薔薇と宝冠1 愛ゆえに』 - 原作：ルース・ランガン（英語版）、原題：Rory、宙出版、ISBN 978-4-7767-2394-3
- 『薔薇と宝冠2 復讐の使者』 - 原作：ルース・ランガン、原題：Conor、宙出版、ISBN 978-4-7767-2429-2
- 『薔薇と宝冠3 この命果てるまで』 - 原作：ルース・ランガン、原題：Briana、宙出版、ISBN 978-4-7767-2448-3
- 『灰色の伯爵』 - 原作：パトリシア・F・ローエル、原題：A Perilous Attraction、宙出版、ISBN 978-4-7767-2532-9
- 『蝶に魅せられて』 - 原作：ソフィー・ウエストン（英語版）、原題：The Millionaire Affair、宙出版、ISBN 978-4-7767-2675-3

2009年
- 『エメラルドの女王』 - 宙出版、ISBN 978-4-7767-2856-6
- 『砂上に誓う恋』 - 宙出版、ISBN 978-4-7767-2771-2
- 『君がくれし小夜曲(セレナード)』 - 祥伝社、ロマ×プリコレクション、ISBN 978-4-396-78104-0

2010年
- 『お母ちゃんとおもしゃい東京ぐらし』 - 宙出版、エメラルドコミックス、ISBN 978-4-7767-2921-1 [6]
- 『ヴィヨンの妻』 - 太宰治著、漫画：さちみりほ、学研パブリッシング、学研コミック文庫、ISBN 978-4-05-900613-8
- 『花宵奇談』 - 秋田書店、プリンセスコミックス、ISBN 978-4-253-19038-1
- 『華やかな疑惑』 - 原作：キャロル・モーティマー、原題：The Innocent Virgin、ハーレクイン、ISBN 978-4-596-97098-5

2011年
- 『ローゼリア王国物語』 - 宙出版、ISBN 978-4-7767-3096-5
- 『ローゼリア王国物語 姫君と優しい暗殺者』 - 宙出版、ISBN 978-4-7767-3126-9
- 『ローゼリア王国物語 姫君と美しき求婚者達』 - 宙出版、ISBN 978-4-7767-3189-4
- 『震災に負けるな!東日本project -東日本大震災復興支援チャリティー同人誌-』 - 多数の合作、密林社 [14]
- 『傲慢なエスコート』 - 原作：ルーシー・ゴードン (作家)（英語版）、原題：Tycoon For Hire、ハーレクイン、ISBN 978-4-596-97172-2

2012年
- 『ローゼリア王国物語 姫君とふたりの騎士』 - 宙出版、ISBN 978-4-7767-3279-2
- 『シークと運命の花嫁 シークロマンスアンソロジー』 - さちみりほ,葉月暘子,川上香子 著、宙出版、ISBN 978-4-7767-3330-0
- 『王子の愛した花嫁 麗しのロイヤル・ロマンス』 - 宙出版、ISBN 978-4-7767-3250-1
- 『愛ゆえに 薔薇と宝冠 I』- 原作：ルース・ランガン、原題：Rory、ハーレクイン [16]
- 『復讐の使者 薔薇と宝冠 II』 - 原作：ルース・ランガン、原題：Conor、ハーレクイン [17]
- 『この命果てるまで 薔薇と宝冠 III』 - 原作：ルース・ランガン、原題：Briana、ハーレクイン [18]

2013年
- 『ローゼリア王国物語 いばら姫と王様の恋』 - 宙出版、ISBN 978-4-7767-3466-6
- 『ストーリー311(サンイチイチ)』 - 原作/絵：多数の合作、講談社、ワイドKC、ISBN 978-4-06-337779-8 [15]
- 『わがまま子爵の取説書(トリセツ) 麗しのロイヤル・ロマンス』 - 宙出版、ISBN 978-4-7767-3522-9
- 『聖夜の魔法』 - 原作：ジーナ・ウィルキンズ（英語版）、原題：Make-believe Mistletoe、ハーレクイン、ISBN 978-4-596-95550-0
- 『ショーが終われば…』 - 原作：ケイシー・マイケルズ（英語版）、原題：Bachelor On The Prowl、ハーレクイン [19]。文庫版は2017年、ISBN 978-4-596-97653-6 [20]
- 『罪深きワルツ』 - 原作：ポーラ・マーシャル、原題：Rebecca's Rogue、ハーレクイン [21]

2014年
- 『ローゼリア王国物語 貴公子と赤い髪の乙女』 - 宙出版、ISBN 978-4-7767-3717-9
- 『北の果ての夢 土方歳三外伝 さちみりほ・和の世界作品集』 - 復刊ドットコム、ISBN 978-4-8354-5076-6 （※「土方歳三」とは）
- 『あの日起きたこと 東日本大震災ストーリー311(サンイチイチ)』 - 原作/絵：多数の合作、文：山室有紀子、KADOKAWA、角川つばさ文庫、ISBN 978-4-04-631376-8
- 『幻の砂の都 囚われの花嫁』 - 宙出版、ISBN 978-4-7767-3886-2
- 『プリンスと奏でる愛の調べ』 - 宙出版、ISBN 978-4-7767-3735-3
- 『伯爵の花嫁候補』 - 原作：アニー・バロウズ、原題：Never Trust A Rake、ハーレクイン、ISBN 978-4-596-95596-8
- 『チョコレート・プリンセス 愛を貫くプリンス』 - 原作：レイ・モーガン、ハーレクイン、ISBN 978-4-596-97370-2
- 『真実の嵐 愛を貫くプリンス2』 - 原作：レイ・モーガン、ハーレクイン、ISBN 978-4-596-97375-7
- 『幻の恋の円舞曲 愛を貫くプリンス3』 - 原作：レイ・モーガン、ハーレクイン、ISBN 978-4-596-97382-5
- 『愛を運ぶドレス マジック・ウエディングドレス・シリーズ』 - 原作：キャレン・T・ウィッテンバーグ、原題：Million-dollar Bride、ハーレクイン、ISBN 978-4-596-95629-3

2015年
- 『夢やしきへようこそ -帝都編-』 - 夢幻燈コミックス、ISBN 978-4-596-76513-0
- 『サロナ王の花嫁 -プリンセスは音楽家-』 - 原作：バーバラ・カートランド、宙出版、ISBN 978-4-7767-4006-3
- 『熱いバレンタイン』 - 原作：ヴィッキー・L. トンプソン、原題：Mr. Valentine、ハーレクイン、ISBN 978-4-596-97457-0
- 『悲運の花嫁』 - 原著：デブラ・リー・ブラウン、原題：Ice Maiden、ハーレクイン、ISBN 978-4-596-97490-7
- 『塔の中のペルセフォネ』 - 原著：パトリシア・F・ローエル、原題：An Impetuous Abduction、ハーレクイン [22]
- 『身代わりの侯爵夫人』 - 原作：アン・ヘリス（英語版）、原題：Bartered Bride、ハーレクイン [23]
- 『家なき子へのプロポーズ』 - 原作：メイシー・イエーツ、原題：Girl On A Diamond Pedestal、ハーレクイン [24]

2016年
- 『雨上がりの告白』 - 原作：ベティ・ニールズ、原題：A Gem of a Girl、ハーパーコリンズ・ジャパン[25][26][27]
- 『疎遠の妻、もしくは秘密の愛人』 - 原作：クリスティン メリル、ハーパーコリンズ・ジャパン、ISBN 978-4-5969-5787-0
- 『嘘と秘密と白い薔薇』 - 原作：マーガレット・ウェイ（英語版）、原題：The English Lord's Secret Son、ハーレクインコミック[28]
- 『マドンナの奇跡』 - 原作：バーバラ・カートランド、宙出版 ハーモニィコミックス、ISBN 978-4-7767-4366-8 [29]
- 『夢やしきへようこそ -帝都編-』2巻 - 夢幻燈コミックス、ISBN 978-4-5967-6519-2 [30]

2017年
- 『船上の花嫁』 - 原作：デボラ・ヘイル、原題：The Bonny Bride、ハーレクインコミックス・キララ、ハーパーコリンズ・ジャパン、ISBN 978-4-5969-7599-7 [31]
- 『イタリア大富豪と小さな命』（モンタナーリ家の結婚シリーズ）[32] - 原作：レベッカ・ウィンターズ、原題：The Billionaire's Baby Swap、ハーレクインコミックス [33]
- 『夢やしきへようこそ -帝都編-』3巻 - 夢幻燈コミックス、ISBN 978-4-5965-8012-2 [34]
- 『ゴースト城の秘密の恋人たち』 - 秋水社／POP、ロマンス・ユニコ [35][36]
- 『イタリア大富豪と日陰の妹』（モンタナーリ家の結婚シリーズ） - 原作：レベッカ・ウィンターズ、原題：The Billionaire Who Saw Her Beauty、ハーレクイン [37][38]
- 『死者達は笑う リターンズ!』 - まんが王国 [39]

2018年
- 『忘れられた姫君』 - 秋水社ORIGINAL（秋水社）、ロマンス・ユニコ [40]

- 『子爵に片想い』 - 原作：原作者：アン・アシュリー、原題：Miss In A Man's World、ハーレクインコミックス・キララ、ハーパーコリンズ・ジャパン [41]

- 『壁の花の叶わぬ恋』 - 原作：ジョージー・リー、原題：The Cinderella Governess、ハーレクインコミックス・キララ、ハーパーコリンズ・ジャパン [42]

2019年
- 『忘れえぬ初恋』 - 原作：アン・ヘリス、原題：Ransom Bride、ハーレクインコミックス・キララ、ハーパーコリンズ・ジャパン [43]
- 『女王を愛した暗殺者 新ローゼリア王国物語1』 - 秋田書店、プリンセス・コミックスDX ロマンス、ISBN 978-4-253-15298-3 [44]
- 『夢やしきへようこそ ～人の子を愛したお化けたち～』 - 夢幻燈コミックス、ISBN 978-4-5965-8020-7 [45]